# Pseudopostega myxodes
Pseudopostega myxodes là một loài bướm đêm thuộc họ Opostegidae. Nó được Edward Meyrick miêu tả năm 1916. Nó được tìm thấy ở Bihar, Ấn Độ.